# Pietro Pulli (Komponist)
Pietro Pulli auch Pullj (* um 1710; † 1759 oder später) war ein italienischer Komponist der neapolitanischen Schule.

## Leben
Über Pullis Lebensumstände ist nur wenig mehr bekannt, als dass er als Kapellmeister bis 1734 in Neapel und anschließend bis 1739 in Modena wirkte. Er komponierte mehrere Opern nach Libretti im neapolitanischen Dialekt, darunter auch Lo castiello sacchejato als Pasticcio gemeinsam mit Michele De Falco und Leonardo Vinci. Darüber hinaus sind vier Flötensonaten aus seiner Feder bekannt.

## Opern
- Arsace
- La Zitelle de lo Vommaro, 1731
- Cajo Marzio Coriolano, 1741
- Il Carnevale e la pazzia, 1739–40
- Il Demetrio, 1749
- La Marina di chiaja, 1734
- Vologeso, re de’ Parti, 1741
- Zenobia, 1748
- L’olimpiade, 1751